# مارگاریتا فویانا
مارگاریتا فویانا (اسپانیایی: Margarita Fullana‎؛ زادهٔ ۹ آوریل ۱۹۷۲) دوچرخه‌سوار اهل اسپانیا است.
وی در مسابقات کشوری و بین‌المللی در مجموع برندهٔ ۳ مدال طلا، ۲ مدال برنز شده‌است.